# Lange Brinkweg 87 (Soest)
Lange Brinkweg 34 is een gemeentelijk monument in Soest in de provincie Utrecht.
De traditionele schaapskooi uit de tweede helft van de negentiende eeuw is in de twintigste eeuw gerenoveerd. Het pand met een achthoekige plattegrond is met riet gedekt, met uitzondering van het middengedeelte. De wanden zijn gepotdekseld, behalve de zuidelijke zijgevel. Aan het kopse eind bij de Brinkweg is een dubbele houten deur gemaakt.